# Liste von Sakralbauten im Kreis Viersen
Die Liste von Sakralbauten im Kreis Viersen ist aufgeteilt in:
- Liste von Sakralbauten in Brüggen
- Liste von Sakralbauten in Grefrath
- Liste von Sakralbauten in Kempen
- Liste von Sakralbauten in Nettetal
- Liste von Sakralbauten in Niederkrüchten
- Liste von Sakralbauten in Schwalmtal
- Liste von Sakralbauten in Tönisvorst
- Liste von Sakralbauten in Viersen
- Liste von Sakralbauten in Willich